# Josef Neumann (Politiker, 1852)
Josef Neumann (* 22. März 1852 in Neu-Straschitz; † 16. März 1915 in Stupčice) war ein tschechischer Politiker und Bahnbeamter. Er war Abgeordneter zum Österreichischen Abgeordnetenhaus  und Mitglied der Alttschechen.

## Leben
Josef Neumann wurde als Sohn eines Schneidermeisters in Neu-Straschitz geboren. Er absolvierte die tschechische und deutsche technische Hochschule in Prag und diente in der Folge bei einem Pionier-Regiment in Prag, wo er als Unteroffizier ausmusterte. Er trat 1875 in den Dienst der Böhmischen Westbahn und arbeitete zwischen 1877 und 1879 als Stationsvorstand in Beraun. 1895 wechselte er als Oberingenieur in die Prager Staatsbahndirektion und rückte dort zum Zentralinspektor und Vorstand der Abteilung für Bau- und Bahnerhaltung auf. Er war zudem Mitglied der Prüfungskommission für die zweite Staatsprüfung aus dem Bau- und Ingenieurfach an der tschechischen technischen Hochschule in Prag, Vizepräsident der ständigen Delegation des fünften österreichischen Ingenieurs- und Architektentages sowie Ersatzmitglied der Vereinigung der Ingenieure der Österreichischen Staatsbahnen.
Neumann kandidierte bei der Reichsratswahl 1907 im Wahlbezirk Böhmen 8 (Smíchov I) für die Alttschechen und konnte sich in der Stichwahl äußerst knapp gegen den Kandidaten der Tschechischen national-sozialen Partei, Václav Klofáč, durchsetzen. Bei der Reichsratswahl 1911 konnte sich Neumann mit rund 61,3 Prozent der Stimmen bereits im ersten Wahlgang durchsetzen. Er verstarb 1915 während eines Kuraufenthalts in Stupčice bei Tábor.

## Auszeichnungen
- Ehrenbürger von Neustraschitz, Ober-Mokrope und Jezbiny
- Offizier der deutsch-französischen Akademie
- Offizier des bulgarischen Zivilverdienstordens